# Aganocrossus pseudurostigma
Aganocrossus pseudurostigma är en skalbaggsart som beskrevs av Vladimir Balthasar 1939. Aganocrossus pseudurostigma ingår i släktet Aganocrossus och familjen Aphodiidae. Inga underarter finns listade i Catalogue of Life.